# Renanthopsis
× Renanthopsis, (abreviado Rnthps) en el comercio, es un híbrido intergenérico que se produce entre los géneros de orquídeas Phalaenopsis y Renanthera (Phal. x Ren.)